# Blauw water
Blauw water is een thriller van Simone van der Vlugt, die in 2008 werd uitgegeven als hardcover en paperback. In november 2010 kwam het ook uit als e-boek in het ePub-formaat. Lisa en Senta vertellen afwisselend hun verhaal.

## Hoofdpersonen
- Lisa had een relatie met de reeds gehuwde Menno en kreeg met hem een dochter, Anouk, die in de roman vijf jaar oud is. Ze woont met haar in Appeltern op een verlaten plek.
- Senta van Dijk is een succesvol journalist en hoofdredactrice. Ze is getrouwd met Freek en heeft drie kinderen, Jelmer, Denise en Niels, die tussen de 11 en 17 jaar oud zijn.
- Mick Kreuger is ontsnapt uit een tbs-kliniek. Hij heeft op zijn vlucht twee mensen gedood en was in de kliniek opgenomen na de moord op de vriend van zijn vrouw, zijn vrouw en hun twee kinderen.

## Samenvatting
Op een dag staat Mick tussen de droogmolen van Lisa en neemt haar huis in beslag voor tijdelijk onderdak. Tussen de twee ontstaat gedurende de gijzeling een kat-en-muisspel. Lisa is erg bezorgd om het lot van haar dochter Anouk en na aanvankelijk verzet glijdt ze af als seksslavin van Mick Kreuger
De journaliste Senta verdwaalt. Het is vrij mistig en ze besluit bij een huis aan te bellen. Het is het huis van Lisa. Er wordt niet open gedaan en wanneer Senta om het huis heen loopt, ziet ze dat een man een vrouw bedreigt. Ze maakt dat ze wegkomt en wil 112 gaan bellen. Maar ze rijdt veel te hard en raakt met haar auto in het kanaal en heeft geen life hammer om het raam kapot te slaan. Het lijkt erop alsof ze zo aan haar einde komt, maar uiteindelijk is er iemand die haar helpt. Het blijkt later iemand te zijn die zijn hond heeft uitgelaten. Senta wordt naar een ziekenhuis gebracht, ze is in een coma, maar neemt toch wel enkele dingen waar. Ze heeft alleen helemaal geen besef van wat er is gebeurd. Daarna herinnert ze zich wel weer bepaalde dingen uit haar leven. Ze heeft drie kinderen en een man Freek. Ze was op weg naar een interview met een schrijver.
In het huis van Lisa ontploft de gewapende vrede en Lisa en Anouk sluiten zich samen op in de kelder. Mick timmert uiteindelijk de kelder dicht maar dan is het gruwelijke eindspel al begonnen. Menno komt poolshoogte nemen en wordt door Mick omgebracht. Senta heeft haar redder Rob gesproken, nadat ze gekozen had voor echtgenoot Freek en tevens had besloten terug te gaan naar de plaats van het ongeluk. Haar herinneringen komen ter plekke langzaamaan terug en ze vindt ook het afgelegen huis van Lisa. Ze vecht met haar life-hammer tegen het wurgende elektriciteitssnoer van Mick en behaalt de overwinning. Even later geeft de bevrijde Lisa hem de genadeklap.